# Meristogenys penrissenensis
Meristogenys penrissenensis es una especie de anfibio anuro de la familia Ranidae.

## Distribución geográfica
Esta especie es endémica del estado de Sarawak en el este de Malasia en la isla de Borneo. Se encuentra entre los 60 y 870 m sobre el nivel del mar en el monte Penrissen y Taman Rekreasi Ranchan Serian.

## Etimología
El nombre de la especie está compuesto de penrissen y del sufijo latino -ensis que significa "que vive, que habita", y le fue dado en referencia al lugar de su descubrimiento, el Monte Penrissen en el estado occidental de Sarawak. 

## Publicación original
- Shimada, Matsui, Nishikawa & Eto, 2015: A new species of Meristogenys (Anura: Ranidae) from Sarawak, Borneo. Zoological Science, Tokyo, vol. 32, n.º 5, pp. 474-484.[3]